# Horożanka (rzeka)
Horożanka (ukr. Горожанка) – rzeka na Ukrainie w rejonie halickim obwodu iwanofrankiwskiego i rejonie monasterzyskim obwodu tarnopolskiego. Lewy dopływ Dniestru (zlewisko Morza Czarnego).